# Ichneutica sericata
Ichneutica sericata là một loài bướm đêm trong họ Noctuidae.